# Dionte Christmas
Dionte Lamont Christmas (ur. 15 września 1986 w Filadelfii) – amerykański koszykarz występujący na pozycji rzucającego obrońcy.

## Osiągnięcia
NCAA
- Mistrz turnieju konferencji Atlantic 10 (2009)
- 2-krotny MOP (Most Outstanding Performer) turnieju Atlantic 10 (2008, 2009)[1]
- Największy Postęp Konferencji Atlantic 10 (2007 – Chris Daniels Award)[1]
- Zaliczony do[1]:
  - I składu:
    - Atlantic 10 (2008, 2009)
    - turnieju:
      - Atlantic 10 (2008, 2009)
      - Charleston Classic (2009)
      - Puerto Rico Tip-Off (2008)

  - II składu Atlantic 10 (2007)
- 7-krotny Zawodnik Tygodnia konferencji Atlantic 10[2]
- 3-krotny lider strzelców konferencji Atlantic 10 (2007–2009)[3]

Drużynowe
- Mistrz Włoch (2013)[4]
- Brązowy medalista mistrzostw Grecji (2011)
- Zdobywca Pucharu Czech (2011)[4]

Indywidualne
- Zaliczony do składu Honorable Mention podczas rozgrywek letniej ligi NBA w Orlando (2012)[1]
- Lider strzelców ligi greckiej (2012)
- MVP 9. i 20. rundy ligi greckiej (2011/12)[1]